# Fatodano
Fatodano is een bestuurslaag in het regentschap Nias van de provincie Noord-Sumatra, Indonesië. Fatodano telt 2270 inwoners (volkstelling 2010).